# Zeepkruidkokermot
De zeepkruidkokermot (Coleophora saponariella) is een vlinder uit de familie van de kokermotten (Coleophoridae). De wetenschappelijke naam werd in 1848 gepubliceerd door Ernst Wilhelm Heeger.
De soort komt voor in Europa.